# ヨゲンノトリ
ヨゲンノトリは、江戸時代末期にコレラの流行を予言したとされる、伝説上の鳥ないし妖怪の通称である。新型コロナウイルス感染症（COVID-19）が流行中の令和2年（2020年）4月、山梨県立博物館により紹介され話題を呼んだ。
なお「ヨゲンノトリ」という通称は、甲斐国市川村（現山梨市）の名主・喜左衛門がコレラの流行を記録した『暴瀉病流行日記』（1858年、同博物館所蔵）に登場する鳥ないし妖怪に対してつけられたものだが、本項目では同時期の類例についても記載する。

## 概要

### 『暴瀉病流行日記』
同書において、安政5年（1858年）7月25・26日頃から甲府の市中で「暴瀉病」（コレラ）が流行し始め、医者は休む暇がなく神仏への祈祷も効き目がなかったとする記述に続いて、「「如図なる烏」が去年（安政4年（1857年））の12月に加賀国（現石川県）白山に現れ、『来年の8、9月のころ、世の中の人が9割方死ぬという難が起きる。わが姿を朝夕に敬い信じる者は、必ず難を逃れるだろう』と言った」などと書かれている。
ここで、「如図なる烏（図のようなカラス）」と記した下部に、頭部が2つあり、一方が黒く一方が白い鳥の絵が描かれている（胴体・脚・くちばし（双方の頭とも）は黒）。この鳥について「熊野七社大権現御神武の烏」と言われていたと記されているが、名前は表記されていない。
なお『暴瀉病流行日記』自体は、かねてより幕末の甲斐国の社会状況や民俗を物語るものと位置付けられ、博物館開館時に山梨県立図書館から移管されて以来、常設展示や企画展示（後記の「やまなしの幽霊・妖怪」展を含む）でしばしば紹介されていた史料だった。

### 命名
平成26年（2014年）、山梨県立博物館では企画展「幽霊・妖怪画大全集」と併せて「やまなしの幽霊・妖怪」展を開催。そこで『暴瀉病流行日記』を展示した際に、当時在籍していた同博物館の非常勤職員が、前記の絵の鳥に「ヨゲンノトリ」と名付けて紹介した。

### 新型コロナウイルス（COVID-19）の流行
前年末より始まった新型コロナウイルス感染症の世界的流行の最中にある令和2年（2020年）4月3日、山梨県立博物館の学芸員が『暴瀉病流行日記』の「ヨゲンノトリ」の画像をTwitterに投稿した。大きな反響を呼び、10日には同館ホームページに特設ページが開設された。当時、疫病退散のご利益があるとされる妖怪、アマビエが注目を集めているところであった。

## 類例

### 『安政雑記』の「両頭の烏」
同じ令和2年（2020年）9月に中日新聞は、上野国沼田藩の剣術指南役・藤川整斎が江戸の風説などを書き留めた『安政雑記』（国立公文書館所蔵）にヨゲンノトリと特徴や記述内容がよく似た双頭の鳥が記されている、と報じた。『安政雑記』での「双頭の鳥」は、前後の記載内容から安政4年（1857年）6月頃の話とみられ、加賀国白山に「両頭の烏」が現れて「世の人九分死ぬ難あり」と言い、自分の姿を朝夕に見れば難を逃れられると告げたとされる（熊野権現の使いである、とも告げたという）。姿は『暴瀉病流行日記』より細い体形で、頭部はくちばしを含め2つとも白い。ヨゲンノトリ同様、名前の記載はない。「十年ほど前」の白山山頂遺跡に関する調査の過程で見つけたという石川県立図書館史料編さん室の主幹は、「流行前に江戸市中に鳥の風説が広がっていたとみられ」、「江戸から甲斐国に伝わる間に、伝言ゲームのように変わったのでは」と指摘した。

### 『鶏肋集』の「両頭白首の烏」
武蔵大学教授の福原敏男は、『暴瀉病流行日記』『安政雑記』とあわせて、尾張藩士・安井重遠が幕末の名古屋における風説などを書き留めた『鶏肋集』（蓬左文庫所蔵）にも双頭の鳥の記事があることを指摘している。安政4年（1857年）5月のこととして、加賀国白山に現れ「世の人九分死するの難あり」と言い、「自分の姿を朝夕に見れば難を逃れられる、これは熊野権現のお告げである」と述べたという。くちばしを含め頭部は2つとも白く、胴や脚は黒いが、体形は『暴瀉病流行日記』『安政雑記』に比して丸みを帯びている。やはり、名前の記載はない。